# Călinești (Dorna Arini), Suceava
Cătunul Călinești este o localitate situată pe ambele maluri ale râului Bistrița, la est de satul Sunători, în care este astăzi înglobat. 
Satul Călinești este atestat documentar din secolul al XVIII-lea. După 1774, când Bucovina a fost ocupată de Austria, cătunul a fost împărțit în două, o parte de sat rămânând în Moldova, o alta în Bucovina ocupată. 
Partea din Moldova, situată pe malul drept al Bistriței, a fost administrată succesiv de comunele Dorna, Dorna-Gura Negrii și, pentru puțin timp, de Dorna-Joseni. În anul 1924 cele două părți ale satului Călinești au fost din nou unificate din punct de vedere administrativ, dar în 1925 întreaga localitate a fost înglobată în satul Sunători. Din 1954 satul a fost iar reînființat pentru ca în 1956 să redevină un cătun al satului Sunători.